# Tenis stołowy na Igrzyskach Luzofonii 2009
Wyniki zawodów w tenisa stołowego, jakie odbyły się podczas 2. Igrzysk Luzofonii w Lizbonie.
Turniej odbył się w hali Pavilhão Atlântico w dniach 12-13 lipca 2009.

## Mężczyźni
| Konkurencja                                                                    |             |                |              |
| ------------------------------------------------------------------------------ | ----------- | -------------- | ------------ |
| Gra pojedyncza detale                                                          | André Silva | Nuno Henriques | Kin Wa Leong |
| Drużynowo detale. lisboa2009.org. [zarchiwizowane z tego adresu (2016-03-03)]. | Portugalia  | Brazylia       | Makau        |

## Kobiety
| Konkurencja                                                                         |             |                |                    |
| ----------------------------------------------------------------------------------- | ----------- | -------------- | ------------------ |
| Gra pojedyncza detale. lisboa2009.org. [zarchiwizowane z tego adresu (2016-03-03)]. | Lígia Silva | Mariany Nonaka | Ana Cristina Neves |
| Drużynowo detale. lisboa2009.org. [zarchiwizowane z tego adresu (2016-03-03)].      | Brazylia    | Portugalia     | Makau              |

## Tabela medalowa
| Poz.    | Państwo    | Złota | Srebra | Brązy | Łącznie |
| ------- | ---------- | ----- | ------ | ----- | ------- |
| 1       | Portugalia | 2     | 2      | 1     | 5       |
| 2       | Brazylia   | 2     | 2      | 0     | 4       |
| 3       | Makau      | 0     | 0      | 3     | 3       |
| Łącznie | Łącznie    | 4     | 4      | 4     | 12      |